# Sesto San Giovanni
Sesto San Giovanni és un municipi italià, situat a la regió de la Llombardia i a la ciutat metropolitana de Milà. L'any 2006 tenia 81.032 habitants.